# Club Sa Milana-Alaró
Sa Milana-Alaró és un club esportiu de muntanya de les Illes Balears fundat el 9 de gener de 2008 a Alaró, Mallorca.
El club és un dels introductors i impulsors de l'esport de muntanya a les Balears. Organitza anualment diverses d'activitats relacionades amb la muntanya, entre les quals destaquen la Pujada al Castell d'Alaró, la Crono Cas Secretari, la FelanitXtrem i la Kronojove infantil. Formen part o han format part del club grans corredors: Eva Maria Moreda, Cati Lladó, Angie Rigo, Miquel Capó, Toni Roldán, Pere Rullán, Toni Luque i Joan Adrover, entre altres corredors balears destacats.
A nivell internacional, l'equip femení format per Angie Rigo i Cati Lladó de Sa Milana quedà tercer a la Transalpine Run 2014. A nivell estatal, el club ha participat a tres Campionats d'Espanya per Clubs quedant en la 10a posició a Canon do Sil (2013), en la 9a a Vitòria (2010) i en la 12a al Montseny (2014). A nivell insular, des de l'any 2010, l'equip s'ha classificat en les primeres posicions del Campionat de Balears de Clubs, obtenint els títols de campió 2010, 2011, 2014, 2015, 2016, 2019, 2020 i subcampió 2012 i 2013.